# دون مانكيفيتس
دون مانكيفيتس (بالإنجليزية: Don Mankiewicz)‏ (20 يناير 1922، برلين في ألمانيا - 25 أبريل 2015، مونروفيا في الولايات المتحدة)؛ كاتب سيناريو وروائي أمريكي.

## روابط خارجية
- دون مانكيفيتس على موقع IMDb (الإنجليزية)
- دون مانكيفيتس على موقع ألو سيني (الفرنسية)
- دون مانكيفيتس على موقع أول موفي (الإنجليزية)
- دون مانكيفيتس على موقع قاعدة بيانات الأفلام السويدية (السويدية)
- دون مانكيفيتس على موقع قاعدة بيانات الفيلم (الإنجليزية)
- دون مانكيفيتس على موقع كينوبويسك (الروسية)